# Cyathea medullaris
Cyathea medullaris é um feto arbóreo natural da Nova Zelândia chamado na língua Maori de mamaku.
1. ↑  «Sphaeropteris medullaris (G.Forst.) Bernh.». Royal Botanic Gardens, Kew. Consultado em 23 de agosto de 2019
2. ↑  Hassler, Michael; Schmitt, Bernd (junho de 2019). «Sphaeropteris medullaris». Checklist of Ferns and Lycophytes of the World. 8 (2). Consultado em 23 de agosto de 2019 Verifique o valor de |name-list-format=amp (ajuda)
3. ↑  «The Cover Story». The Linux Programming Interface. Consultado em 4 de junho de 2011

## Bibliography
- C.Michael Hogan. 2010. Fern. Encyclopedia of Earth. eds. Saikat Basu and C.Cleveland. National Council for Science and the Environment. Washington DC.